# شهرداری ال هاتیلو، ونزوئلا
شهرداری ال هاتیلو (اسپانیایی: Municipio El Hatillo‎) یک بخش اداری از ایالت میراندا، ونزوئلا می‌باشد. این شهر به همراه باروتا، چاکائو، لیبرتادور و سوکره یکی از پنج شهرداری کاراکاس، پایتخت ونزوئلا می‌باشد. ال هاتیلو در شمال غربی ایالت میراندا قرار گرفته و همچنین نسبت به شهر کاراکاس در موقعیت جنوب شرقی کاراکاس قرار دارد.
مقر حکومت شهری شهر ال هاتیلو است که در سال ۱۷۸۴ توسط دون بالتاسار دلئون، که نقش پر رنگی در پیشرفت منطقه داشت، تأسیس شد. البته منشأ این شهر برمی‌گردد به دوران استعمار اسپانیا و شهرداری تا سال ۱۹۹۱ تأسیس نشد. در سال ۲۰۰۰ - بعد از اینکه قانون اساسی جدید در ونزوئلا به تصویب رسید - بعضی از وظایف شهرداری به دفتر شهردار تلفیقی به نام شهردار آلکالدیا محول گردید که بر چهار شهرداری دیگر کاراکاس نیز اختیاراتی دارد.
در شهر ال هاتیلو هنوز بعضی از ساختمان‌ها معماری‌های استعماری خود را دارد، از جمله یک کلیسای محلی قرن هجدهم و یک کلیسای ارتدکس رومانیایی منحصر به فرد. شهرداری همچنین دارای فرهنگ هنری غنی است، با حداقل دو جشنواره مهم موسیقی که سالانه جشن گرفته می‌شود و جشن‌های تعطیلات متعددی که میراث ال هاتیلو را منعکس می‌کند. فرهنگ، دمای مطبوع، چشم‌انداز روستایی و خوراک‎شناسی شهرداری، آن را به مکانی مورد توجه بازدیدکنندگان شهر و مکانی مطلوب برای زندگی تبدیل کرده‌است. شهرداری با توجه به ظرفیت‌های گردشگری توانسته‌است درآمد مناسبی از این طریق کسب کند، فعالیتی که توسط دولت در حال پیگیری و ترویج است.
اگرچه مناطق تجاری با شتاب بالایی در حال رشد هستند، اما همچنان در مناطق روستایی، کشاورزی به عنوان پایه‌ای از اقتصاد در بخش جنوبی ال هاتیلو باقی مانده‌است. بخش تجاری اغلب توسعه نیافته باقی مانده‌است و باعث جابجایی شدید کارکنان در داخل و خارج شهرداری گردیده‌است - مشکلی که زیرساخت‌های حمل و نقل ال هاتیلو را بسیار درگیر خود کرده و باعث شلوغی آن شده‌است.

## تاریخ
در قرن شانزدهم، زمانی که استعمار اسپانیایی‌ها در این منطقه آغاز شد، ال هاتیلو توسط ماریچ‌ها، مردمی بومی که احتمالاً با کالینا (کاریب‌ها) مرتبط بودند، سکونت داشتند. کاسیک تاماناکو رهبر این قبایل بود که به دلیل مقاومت در برابر استعمار اسپانیا شناخته می‌شد. با توسعه استعمار، ساکنان بومی کشته شدند. به دستور بنیان‌گذار کاراکاس دیگو د لوسادا، تاماناکو نیز به قتل رسید.

پلاکی در مقابل خانه بالتاسار توضیح می‌دهد که او چگونه زمینی را برای ساخت شهر ال هاتیلو اهدا کرد (برای خواندن ترجمه کلیک کنید).

در سال ۱۷۵۲، دون بالتاسار د لئون گارسیا از کادیز، اسپانیا به ال هاتیلو آمد، در حالی که به تازگی دوران زندان خود را در لا کاراکا، اسپانیا به پایان رسانده بود، به دلیل مخالفت (با پدرش) با قوانین انحصاری شرکت گیپوسکوآنا، که مسئول آن بود. حفظ تجارت انحصاری بین اسپانیا و ونزوئلا. دون بالتاسار شهر ال هاتیلو را تأسیس کرد و تلاش بسیاری در جهت بهبود و پیشرفت ابتدایی آن کرد. دون بالتاسار برای ایجاد ال هاتیلو به عنوان یک جامعه قوی، متحد و مستقل تمرکز کرد، مقصود او این بود که شهری ایجاد کند به عنوان ناحیه‌ای متمایز از باروتا، که ال هاتیلو به آن وابسته بود. او این کار را در ۱۲ ژوئن ۱۷۸۴ انجام داد، زمانی که فرماندار و اسقف توافق کردند که ال هاتیلو را خودمختار و تحت هدایت دون بالتاسار، در مقابل ۱۸۰ خانواده قناری از نوادگان اعلام کنند. معمولاً این تاریخ را به عنوان تاریخ تأسیس شهر ال هاتیلو در نظر می‌گیرند.
در همان سال، دون بالتاسار و برادر شوهرش املاک خود را به شهر اهدا کردند و یک مهندس در برنامه‌ریزی شهری، که شامل خیابان‌های شبکه‌ای و کلیسای محلی بود، کمک کرد. این کلیسا برای احترام به سانتا روزالیا د پالرمو ساخته شد که بالتاسار معتقد بود او را از طاعونی که پدرش را در زندان کشته بود نجات داده‌است. در سال ۱۸۰۳، در سن ۷۹ سالگی، دون بالتاسار به‌طور غیرمنتظره‌ای در یک تصادف اسب کشته شد.
در سال ۱۸۰۹، صاحبخانه و سرهنگ دوم مانوئل اسکالونا به جدایی ال هاتیلو از پتار، یکی دیگر از حومه‌های کاراکاس دست یافتند و آن را به عنوان جانشین دادگستری متفاوت تبدیل کردند - نوعی تقسیم اداری در آن زمان. در ۱۹ آوریل ۱۸۱۰، اسکالونا شهر را به جنبش استقلال تحت رهبری سیمون بولیوار ملحق کرد و به یکی دیگر از افراد مهم در تاریخ شهرداری تبدیل شد.
آنا فرانسیسکا پرز گارسیا، همسر دون بالتاسار، زنی قابل توجه در ال هاتیلو بود که از کودکان جامعه، سالمندان و شهروندان بیمار مراقبت می‌کرد. او پس از زلزله ۱۸۱۲ مبلغ قابل توجهی را برای ساخت بیمارستانی در پتار اهدا کرد. این بیمارستان در حال حاضر به عنوان بیمارستان پرز د لئون د پتار شناخته می‌شود.
یکی از جاه طلبانه‌ترین پروژه‌های شهرسازی در ال هاتیلو از زمان تأسیس آن محله ای به نام لا لاگونیتا بود. در دهه ۱۹۵۰ و ۱۹۶۰، La Lagunita SA یک منطقه مسکونی «عملکردی، آینده نگرانه و راحت» ساخت. برای تشویق مردم به اسکان در منطقه، هر بسته شامل عضویت در کلوپ کشور لاگونیتا بود که به‌طور رسمی در سال ۱۹۶۴ افتتاح شد. طراح منظر برزیلی، روبرتو برل مارکس، در این پروژه مشارکت داشت، که در زمینی به مساحت ۴٫۳ میلیون متر مربع ساخته شد که زمانی متعلق به رئیس‌جمهور سابق ونزوئلا، الازار لوپز کنتراس بود. لا لاگونیتا از آن زمان به محله ای ثروتمند در ال هاتیلو تبدیل شده‌است.
اگرچه ال هاتیلو از سال ۱۸۰۹ از پتار مستقل بود، اما بعداً بخشی از شهرداری سوکره شد، جایی که پتاره در آن قرار دارد. در ۱۹ نوامبر ۱۹۹۱، مجلس قانونگذاری میراندا به ال هاتیلو خودمختاری کامل داد و آن را به شهرداری مستقل تبدیل کرد. این تصمیم در روزنامه رسمی در ۱۷ ژانویه ۱۹۹۲ صادر شد. در سال ۱۹۹۳ مرسدس هرناندز د سیلوا به عنوان اولین شهردار ال هاتیلو انتخاب شد. از سال ۲۰۰۰، شهردار آلکالدیا برخی از وظایف شهرداری را مدیریت می‌کند.

## جغرافیا

تصویر ماهواره ای لندست ۷ رنگی شبیه‌سازی شده از ال هاتیلو و مناطق اطراف آن.

شهرداری ال هاتیلو در منطقه جنوب شرقی شهر کاراکاس و در گوشه شمال غربی ایالت میراندا قرار دارد. این یکی از ۲۱ شهرداری این ایالت است. ال هاتیلو همچنین در حوزه قضایی شهردار آلکالدیا است که بر سه شهرداری مجاور میراندا و شهرداری لیبرتادور در ناحیه پایتخت قدرت دارد. این پنج شهرداری شهر کاراکاس را تشکیل می‌دهند. ال هاتیلو دارای مساحت زمین ۱۱۴ کیلومتر مربع (۴۴ مایل مربع) - سومین شهرداری بزرگ پایتخت.
مرز طبیعی جنوبی شهرداری محدوده تورگوا است که از شرق به غرب را در بر می‌گیرد و ال هاتیلو را از شهرداری‌های باروتا و پاز کاستیو جدا می‌کند. به موازات تورگوا در شمال، رشته کوه سابانتا قرار دارد. جریان Prepo بین دو محدوده اجرا می‌شود. در شمال رشته کوه سابانتا، جریان پرپو به رودخانه توسماره می‌ریزد که به رودخانه گوایر ختم می‌شود.

نقشه توپوگرافی ال هاتیلو.

جریان لا گوایریتا به گوایر در شمال شرقی ال هاتیلو می‌ریزد. رودخانه گوایر حد شرقی شهرداری است که آن را از سوکره و پاز کاستیلو در بخش جنوب شرقی ال هاتیلو جدا می‌کند. لا گوایریتا به عنوان مرز شمالی بین ال هاتیلو و شهرداری‌های باروتا و سوکره عمل می‌کند. با محدود کردن باروتا از غرب، مرزهای شهرداری از قله‌های ال ولکان، پاریاگوان، لا ماتا و دیگر قله‌ها می‌آیند تا زمانی که به محدوده تورگوا در جنوب شرقی ال هاتیلو برسند.
بلندترین قله در ال هاتیلو پیکاچو د ال ولکان (به اسپانیایی به معنای "قله آتشفشان") با ۱۴۹۰ ارتفاع است. متر (4888 ft) بالاتر از سطح دریا، از آنجا که آنتن‌های رادیویی، تلویزیونی و مخابراتی به کاراکاس سرویس می‌دهند. علیرغم نامش، این کوه تاریخچه آتشفشانی ثبت شده‌ای نداشته‌است. از دیگر کوه‌های مهم ال هاتیلو می‌توان به گاویلان با ۱٬۱۴۸ متر (۳٬۷۶۶ فوت)، توپو د ال پائوجی در ۱٬۲۴۵ متر (۴٬۰۸۵ فوت) و توپو د پیراس پینتاداس در ۱٬۱۹۶ متر (۳٬۹۲۴ فوت).

### محیط

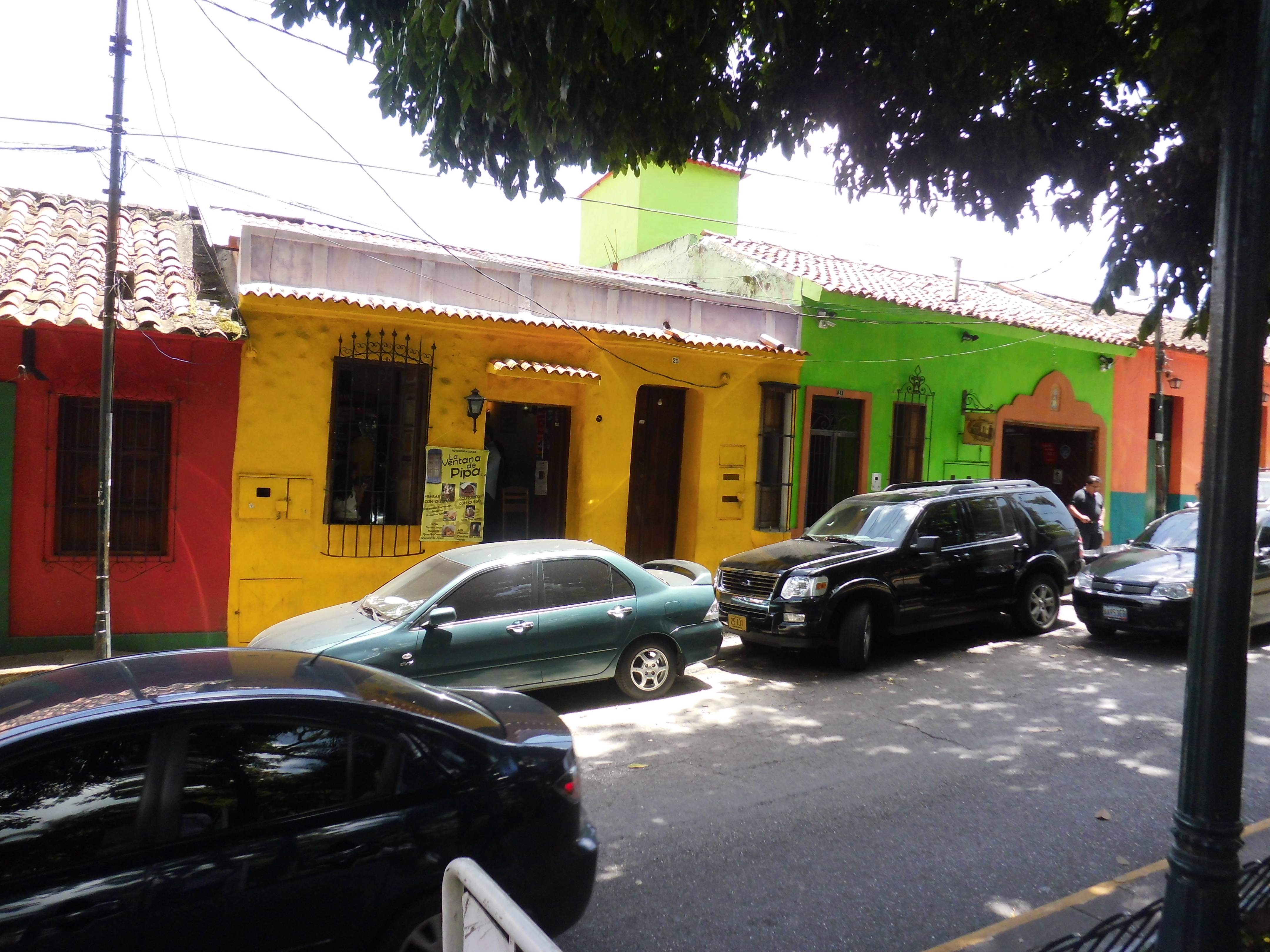
خرید به خانه‌های استعماری

ال هاتیلو، در ارتفاعی بالاتر از شهرداری‌های همسایه کاراکاس، هوای کمی خنک تر از مرکز شهر کاراکاس دارد. میانگین دما بین ۲۱ تا ۲۴ درجه سانتیگراد (۷۰ تا ۷۵) است درجه فارنهایت). در بالاترین ارتفاع، دما می‌تواند تا ۱۸ کاهش یابد درجه سانتی گراد (۶۴ درجه فارنهایت) و جو ممکن است دارای مه ثابت باشد. میانگین بارندگی ۹۹۷٫۳ است میلی‌متر در سال (۳۹ اینچ)؛ مقادیر سالانه می‌تواند از ۸۰۰ تا ۱۵۰۰ متغیر باشد میلی‌متر (۳۲ تا ۵۹ که در). میانگین شاخص رطوبت ۷۵٪ است. مانند بقیه مناطق ونزوئلا، فصل بارانی از ماه می تا نوامبر است، در حالی که همه ماه‌های دیگر فصل خشک در نظر گرفته می‌شوند. بادها بادهای تجاری شمالی هستند.
پوشش گیاهی بیشتر ال هاتیلو که در نزدیکی توده‌های آبی متمرکز است، جنگل‌های انبوهی است که حدود ۳۰ درصد از سطح را اشغال می‌کند. گیاهان کوچکتر مانند درختچه‌ها حدود ۹ درصد و گیاهان نیز درصد مشابهی را اشغال می‌کنند. در سال ۱۹۷۲، جنگل‌های ال هاتیلو به عنوان منطقه حفاظت شده منطقه شهری کاراکاس اعلام شد.
این شهرداری دارای طیف گسترده‌ای از گونه‌های پرنده است که بیش از دویست گونه ثبت شده از جمله گنجشک، عقاب، شاهین و جغد ثبت شده‌است. پرنده نگری در این منطقه توسط مقامات میراندا ترویج می‌شود که از حفاظت از این گونه‌ها نیز حمایت کرده‌اند.

## جمعیت‌شناسی

نمودار رشد جمعیت پیش‌بینی شده بر اساس داده‌های سال 2001.

در قرن شانزدهم، ماریچ‌های بومی توسط کاوشگران کشته شدند. هنگامی که توسعه ال هاتیلو آغاز شد، اسپانیایی‌هایی از جزایر قناری در این منطقه ساکن شدند. خانواده‌هایی از مادیرا، پرتغال نیز به ال هاتیلو مهاجرت کردند و عمدتاً در محله La Unión در کشاورزی کار کردند. تا سال ۲۰۰۱، ۸۶ درصد از ساکنان ال هاتیلو در ونزوئلا به دنیا آمدند. بزرگ‌ترین گروهی که در ونزوئلا به دنیا نیامده اند از کلمبیا با ۴٫۲ درصد جمعیت، پس از آن اسپانیا با ۲٫۰ درصد، ایتالیا با ۱٫۰ درصد، ایالات متحده با ۱٫۰ درصد و پرتغال با ۰٫۸ درصد هستند.
در سرشماری مؤسسه ملی آمار در سال ۲۰۰۱، شهرداری ال هاتیلو دارای ۵۴۲۲۵ سکنه بود، اما جمعیت‌شناسی نشان می‌دهد که جمعیت به سرعت در حال افزایش است. با افزایش تدریجی جمعیتی، جمعیت ال هاتیلو دیگر منحصر به هیچ گروه قومی خاصی نیست. در سال ۲۰۰۱، ۹۹۷ تولد در ال هاتیلو، معادل ۱۸٫۴ تولد در هر هزار شهروند وجود داشت. نرخ مرگ و میر در همان سال ۲٫۹ در هر هزار شهروند بود. داده‌های ۲۰۰۱ نشان می‌دهد که به‌طور متوسط ۲۱٫۳ سال از عمر بالقوه از دست رفته‌است. علت اصلی مرگ بر اساس داده‌های سال ۱۹۹۹ سرطان و پس از آن بیماری قلبی و قتل بوده‌است.

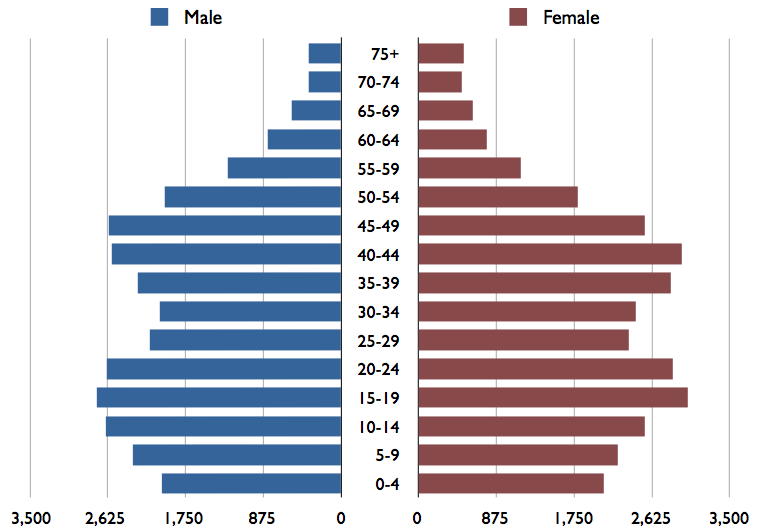
هرم جمعیت برای شهرداری ال هاتیلو بر اساس داده‌های سال 2000.

داده‌های سال ۲۰۰۰ نشان می‌دهد که بزرگ‌ترین گروه سنی ۱۵ تا ۱۹ ساله هستند که ۹٫۵ درصد از جمعیت ال هاتیلو را تشکیل می‌دهند. به ازای هر ۱۰۰ زن ۹۴٫۲ مرد وجود دارد. نرخ بیکاری در سال ۲۰۰۱ ۶٫۱ درصد بود که چهارمین پایین‌ترین رتبه را در بین ۲۱ شهرداری در میراندا به خود اختصاص داد.
تا سال ۲۰۰۱، ۱۸۸۷۸ خانه در ال هاتیلو وجود داشت که از این تعداد ۱۳۵۴۵ خانه اشغال شده بود. خانه‌های باقی‌مانده یا خالی از سکنه بودند، گهگاه مورد استفاده قرار می‌گرفتند، در حال ساخت بودند، یا برای فروش بودند. به‌طور متوسط هر خانواده چهار نفر را تشکیل می‌دادند. از نظر ثروت، ۷۴٫۷ درصد جمعیت بالای سطح فقر، ۲۱٫۵ درصد فقیر و ۳٫۸ درصد بسیار فقیر بودند. بر اساس سرشماری سال ۲۰۰۱، هر خانوار در شهرداری به‌طور متوسط ۱۳۱۶۹۰۶ بولیوار ونزوئلا (۱۳۱۶٫۹۰۶ بولیوار fuertes) در ماه دریافت می‌کرد که برابر با ۱۸۳۲ دلار آمریکا در آن زمان یا ۲۱۹۸۴ دلار آمریکا در سال بود.

### محله‌ها
اگرچه هیچ محدودیت مشخصی برای محله‌های ال هاتیلو وجود ندارد، وب سایت دولتی شهرداری را به شهری و روستایی تقسیم می‌کند. محله‌های شهری که در منطقه شمالی شهرداری متمرکز شده‌اند عبارتند از ال هاتیلو تاون، ال کالواریو، لا لاگونیتا، آلتو هاتیلو، لا بویرا، لاس ماریا، اوریپوتو، لوس پوملو، لوس نارانخوس، لوس ژرانیوس، لا کابانیا، سرو ورد، لیانو. ورد، کولیناس، ویستا ال واله، لوس اولیووس و ال سیگارال. محلات روستایی شهرداری در جنوب ال هاتیلو واقع شده‌است. اینها لایونیون، کورالیتو، تورگوا، لا هویادیتا، سابانتا، لا ماتا، کایکاگوانا و آلتوس د هالکون هستند.

## اقتصاد

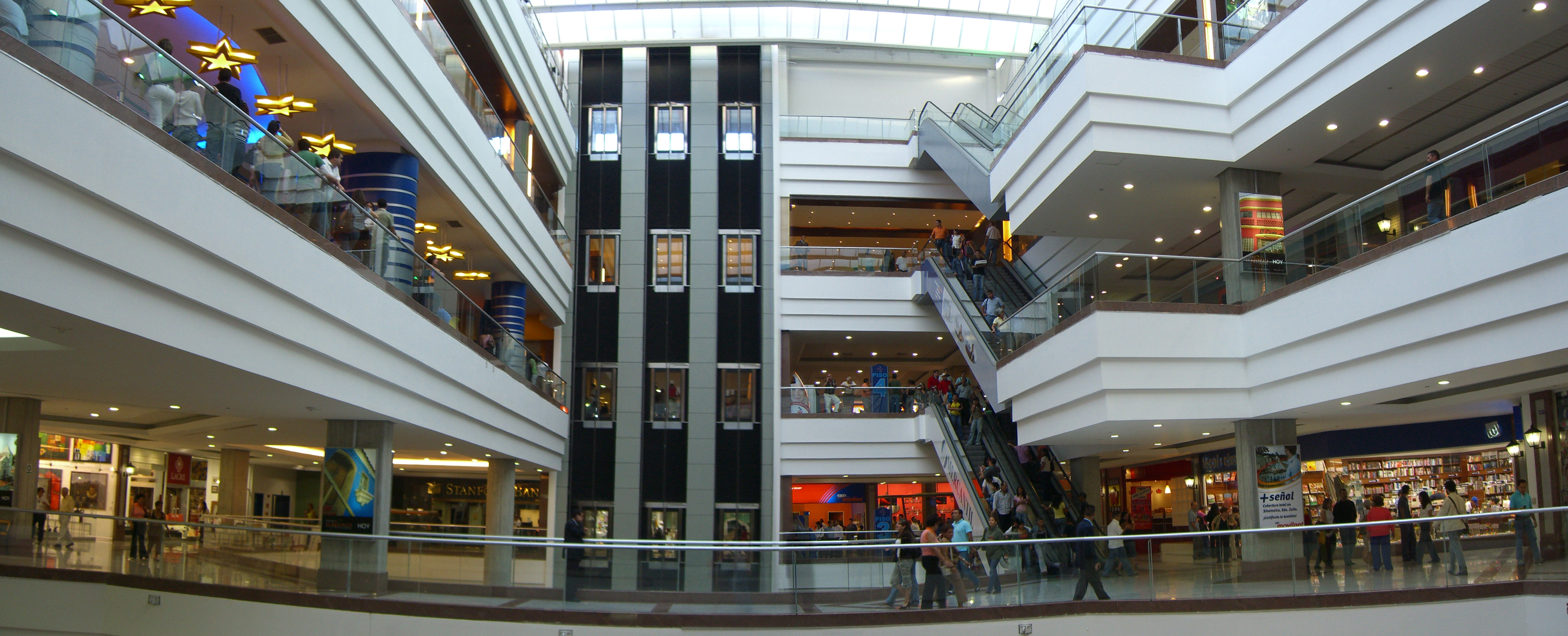
مرکز خرید Paseo El Hatillo.

اقتصاد شهرداری ال هاتیلو از سه بخش تشکیل شده‌است: بخش تجاری که همراه با افزایش جمعیت در حال رشد بوده‌است و عمدتاً توسط مراکز خرید و فروشگاه‌های خرده‌فروشی در اطراف مناطق شهری که اکثر آنها صنایع دستی معمولی کشور را به فروش می‌رسانند، نشان داده می‌شود. کشاورزی، در نیمه جنوبی شهرداری و از زمان تأسیس ال هاتیلو موجود است. و گردشگری، که به میزان قابل توجهی به درآمد ال هاتیلو کمک می‌کند و توسط دولت ترویج می‌شود.
ال هاتیلو یک مقصد بازدید روزانه در دسترس برای مردم کاراکاس است. شهرداری فقط ۱۵ کیلومتر (۹٫۳ مایل) است جنوب شرقی مرکز شهر کاراکاس، اما در کوه‌هایی که از دره پرازدحام کاراکاس خارج شده‌اند. بنابراین، توسعه بر گردشگری روزانه متمرکز شده‌است. میدان مرکزی شهر - پلازا بولیوار - و محیط اطراف آن به خوبی نگهداری می‌شود، و دولت شهرداری سفرهای اتوبوسی را در اطراف خیابان‌های باریک برای تماشای معماری استعماری شهر ارائه می‌دهد. سوغاتی‌ها و محصولات دست‌ساز خریدهای محبوبی هستند که در مغازه‌های صنعتگران محلی ارائه می‌شوند و رستوران‌های متعددی نیز وجود دارد. حداقل سه مرکز فرهنگی در شهرداری وجود دارد که گردشگران و ساکنان را به جشنواره‌های موسیقی و نمایشگاه‌های هنری جذب می‌کند.
برای حمایت از افزایش جمعیت، مراکز خرید متعددی در شهرداری ساخته شده‌است. محله‌هایی مانند لا لاگونیتا، لوس نارانخوس و شهر ال هاتیلو اکنون دارای مراکز خرید در مقیاس بزرگ با سالن‌های سینمای چندگانه هستند. از دهه ۱۹۸۰، خانه‌های معمولی قدیمی‌تر شهر ال هاتیلو با حفظ معماری استعماری خود به فروشگاه‌ها و رستوران‌ها تبدیل شده‌اند.
فرصت‌های شغلی در ال هاتیلو - یک جامعه اتاق خواب در کاراکاس - کاهش می‌یابد. مشاغل در شهرداری تقریباً کاملاً تجاری هستند و اقتصاد در جهات دیگر گسترش نیافته‌است. توسعه نیافتگی فضای اداری ناشی از کمبود زمین برای ساخت و سازهای اداری در مقیاس بزرگ است که مکان‌یابی دفاتر یا مشاغل بزرگ در منطقه را هزینه برمی‌کند. کسانی که به دنبال استخدام در دفاتر یا مشاغل بزرگتر هستند، باید به بیرون از ال هاتیلو نگاه کنند، که به ترافیک زیاد به، از و در ال هاتیلو کمک می‌کند.

## قانون و حکومت

مهر آلکالدیا ال هاتیلو، دفتر شهردار.

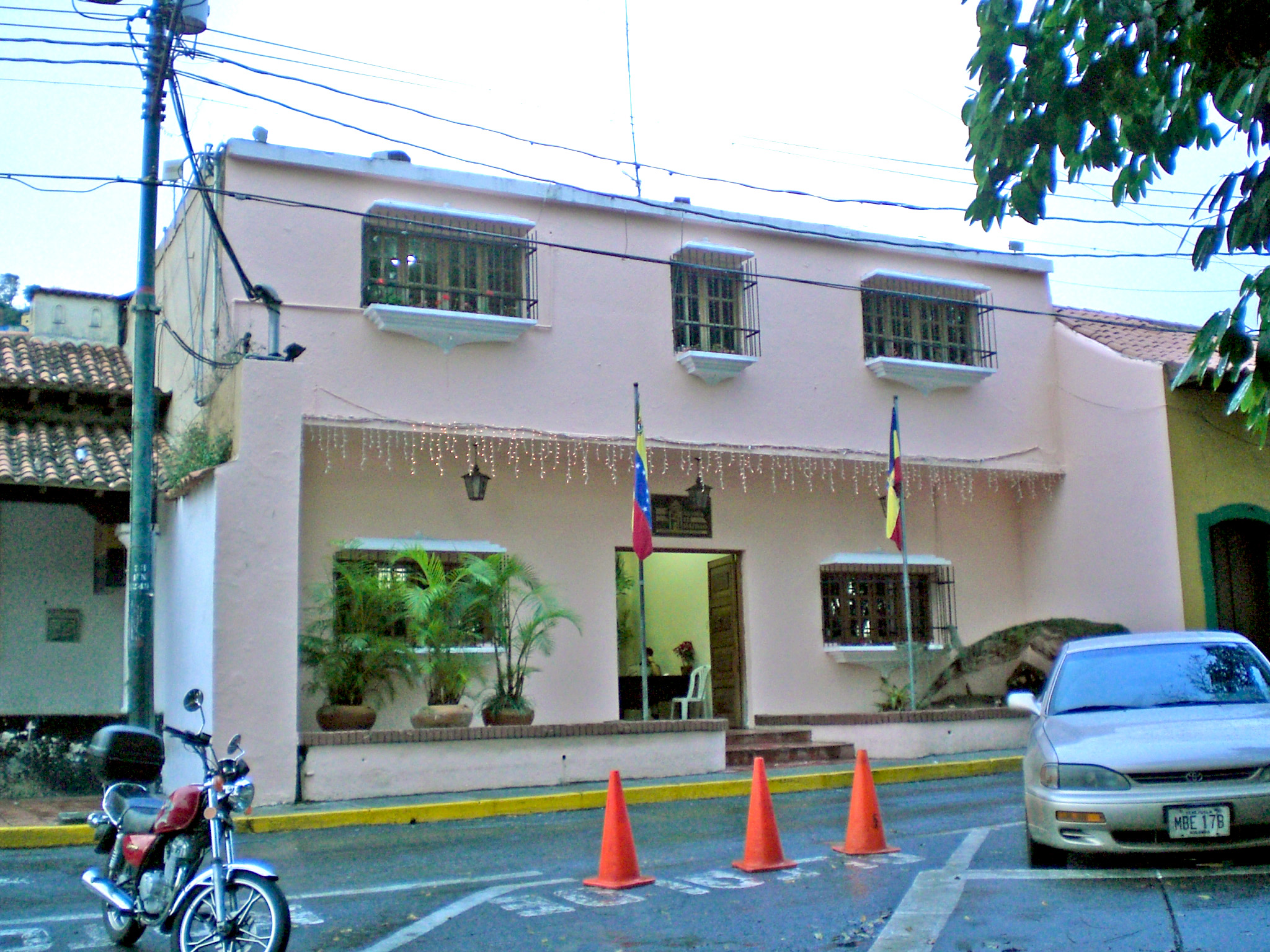
تالار شهر ال هاتیلو

قانون ونزوئلا تصریح می‌کند که دولت‌های شهری چهار وظیفه اصلی دارند: اجرایی، قانون گذاری، کنترل‌کننده و برنامه‌ریزی. وظیفه اجرایی توسط شهردار که نمایندگی اداره شهرداری را بر عهده دارد اداره می‌شود. قوه مقننه توسط شورای شهر، مرکب از هفت عضو شورا که وظیفه رسیدگی به احکام جدید و قوانین محلی را بر عهده دارند، نمایندگی می‌شود. وظایف کنترل‌کننده توسط دفتر کنترل شهرداری که بر حسابداری نظارت می‌کند، مدیریت می‌شود. در نهایت، برنامه‌ریزی توسط شورای برنامه‌ریزی عمومی محلی که پروژه‌های عمرانی شهرداری را مدیریت می‌کند، نمایندگی می‌شود.
ال هاتیلو تا سال ۲۰۱۴ پنج شهردار داشته‌است. مرسدس هرناندز د سیلوا اولین شهردار شهرداری بود که از سال ۱۹۹۳ تا ۱۹۹۶ خدمت کرد. پس از او، فلورا آرانگوئن از سال ۱۹۹۶ تا ۲۰۰۰ شهردار بود. در همان سال، آلفردو کاتالان به عنوان شهردار انتخاب شد و در سال ۲۰۰۴ دوباره انتخاب شد. در ۲۳ نوامبر ۲۰۰۸ میریام دو ناسیمنتو به عنوان شهردار انتخاب شد. او تا سال ۲۰۱۳ در این سمت خدمت کرد، زمانی که دیوید اسمولانسکی به عنوان شهردار جانشین او شد.
رئیس شورای شهرداری در سال ۲۰۰۷ لئاندرو پریرا است که توسط حزب سیاسی عدالت اول حمایت می‌شود. همه اعضای شورا به جز یکی از احزاب سیاسی مخالف دولت رئیس‌جمهور هوگو چاوز هستند. همچنین یک کمیسیون قانونگذاری وجود دارد که در سال ۲۰۰۷ توسط سالوادور پیرونه، عضو شورای شهر ریاست می‌شود. وظیفه این کمیسیون کمک به شهرداری در امور حقوقی مانند ایجاد قوانین و مصوبات جدید است.
در ۸ مارس ۲۰۰۰ - سال پس از معرفی قانون اساسی جدید در ونزوئلا - مقرر شد منطقه متروپولیتن کاراکاس ایجاد شود و برخی از اختیارات شهرداری ال هاتیلو به شهردار آلکالدیا واگذار شود. همچنین بر شهرداری‌های باروتا، لیبرتادور، سوکره و چاکائو اداره می‌شود. هر یک از این پنج شهرداری به بخش‌هایی تقسیم می‌شوند. ال هاتیلو تنها یکی دارد، محله سانتا روزالیا د پالرمو، که گاهی به آن محله سانتا روزالیا د ال هاتیلو یا به سادگی کلیسای ال هاتیلو می‌گویند.
در دسامبر ۲۰۰۶، چاوز به عنوان بخشی از اصلاح قانون اساسی، سازماندهی مجدد قدرت‌های شهرداری را پیشنهاد کرد. چاوز بار دیگر در مراسم تحلیف ریاست جمهوری خود در ژانویه ۲۰۰۷ به برنامه‌های اصلاحی خود اشاره کرد و شکل جدیدی از تقسیم‌بندی را پیشنهاد کرد - شهرهای اشتراکی - که در آن شهرداران و شهرداری‌ها با قدرت‌های جمعی جایگزین می‌شوند.

### جرم
نسبت به سایر شهرداری‌های کاراکاس، ال هاتیلو کمترین میزان جرم و جنایت در منطقه را دارد. داده‌های سال ۲۰۰۳ نشان می‌دهد که ۵۳۵۵۵ جنایت در پنج شهرداری کاراکاس رخ داده‌است، اما تنها ۴۱۸ (حدود ۰٫۷۸٪) در ال هاتیلو رخ داده‌است. جمعیت ال هاتیلو به‌طور قابل توجهی کمتر از جمعیت شهرداری‌های خواهر آن است. با مشاهده داده‌های جرم و جنایت در سال ۲۰۰۳ نسبت به داده‌های سرشماری سال ۲۰۰۱، ال هاتیلو نرخ سالانه ۷٫۷ جنایت به ازای هر هزار شهروند داشت، در حالی که میانگین پنج شهرداری کاراکاس ۱۹٫۴ به ازای هر هزار شهروند بود. نیروی پلیس اصلی در ال هاتیلو، پلیس شهری است که گاهی به آن پولی هاتیلو نیز گفته می‌شود. سایر نیروهای پلیس نیز می‌توانند در شهرداری مداخله کنند، از جمله پلیس متروپولیتن، و پلیس ایالت میراندا.

## تحصیلات

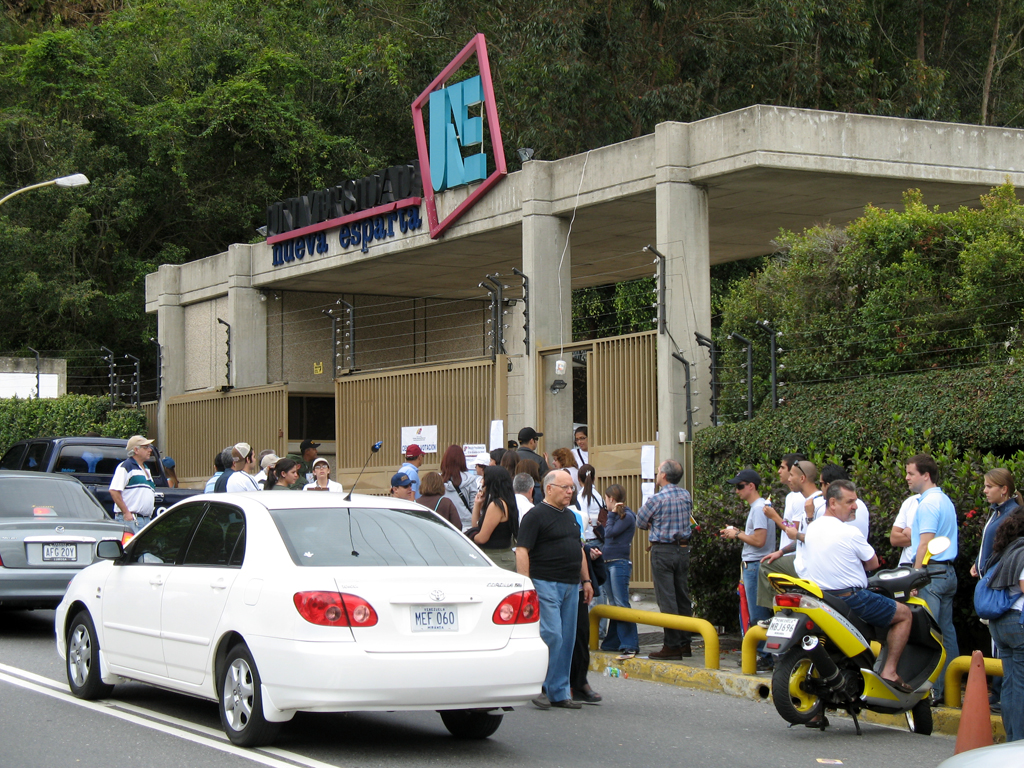
دانشگاه نووا اسپارتا، تنها مؤسسه آموزش عالی در ال هاتیلو.

شهرداری یک مرکز آموزش عالی دارد - دانشگاه نووا اسپارتا، ۳۰٬۰۰۰ متر مربع (۳۲۳۰۰۰ مربع ft) مؤسسه واقع در لس نارانخوس. مدرسه نووا اسپارتا در سال ۱۹۵۴ تأسیس شد، اما دانشگاه خصوصی تا سال ۱۹۸۹ ساخته نشد.
ال هاتیلو آموزش عمومی رایگان را با مجموع هفده مدرسه ابتدایی ارائه می‌دهد. یازده مورد عمومی و شش مورد خصوصی هستند. نوزده پیش دبستانی وجود دارد: ده پیش دبستانی و نه خصوصی. اطلاعات مربوط به آموزش متوسطه ناقص است. پنج مکتب متوسطه خصوصی در شهرداری وجود دارد، اما تعداد مدارس متوسطه دولتی در دسترس نیست. داده‌های دولتی هر مرحله آموزشی را جداگانه نشان می‌دهد، اما یک مرکز فردی ممکن است شامل آموزش پیش دبستانی، ابتدایی و متوسطه باشد. سرشماری ۲۰۰۱ ثبت نام ۸۵۲۵ دانش آموز را در طول سال تحصیلی ۲۰۰۰–۲۰۰۱ نشان می‌دهد. تا پایان سال تحصیلی، ۸۱۴۹ نفر گذشت.

## فرهنگ
مهم‌ترین نماد در فرهنگ ال هاتیلو سانتا روزالیا د پالرمو است. کلیسای مجاور میدان در بلوک مرکزی شهر ال هاتیلو به نام این قدیس نامگذاری شده است و تنها محله شهرداری نیز نام او را دارد. جامعه عمدتاً کاتولیک است. مغازه‌های محلی بسیاری از محصولات دست‌ساز مذهبی را حمل می‌کنند، و شهرداری محل مدرسه علمیه سانتا روزا د لیما، سابقاً مدرسه علمیه سن خوزه است. در ال هاتیلو – و در سراسر ونزوئلا – تصاویر عیسی و مریم بخشی از هنر و فرهنگ است.
دون بالتاسار د لئون و همسرش، آنا فرانسیسکا، به خاطر تأسیس و توسعه ال هاتیلو به یاد می‌آیند. مانوئل اسکالونا به دلیل حضور ال هاتیلو در جنبش استقلال قرن نوزدهم شناخته شده‌است. همان‌طور که در بقیه ونزوئلا، سیمون بولیوار یک قهرمان در نظر گرفته می‌شود.

### میراث

مجسمه سانتا روزالیا د پالرمو، داخل کلیسایی که به نام او نامگذاری شده‌است. دون بالتاسار از اسپانیا به ال هاتیلو آورده‌است.

سانتا روزالیا د پالرمو - متولد پالرمو، ایتالیا - قدیس حامی ال هاتیلو است. روزالیا در سال ۱۶۲۴ هنگامی که بقایای او در غاری کشف شد، به کلیسای جامع پالرمو آورده شد و در طی یک طاعون در خیابان‌های پالرمو به نمایش گذاشته شد، شناخته شد. در عرض سه روز، طاعون پایان یافت. روزالیا به خاطر نجات بسیاری از طاعون و قدیس حامی شهر اعلام شد.
سال‌ها بعد، بنیان‌گذار ال هاتیلو نیز معتقد بود که سانتا روزالیا از او در برابر عفونت محافظت کرده‌است. در جریان رسوایی گیپوزکوآنا در ونزوئلا، پدر بالتاسار، خوان فرانسیسکو د لئون، و پسرانش در کادیز زندانی شدند. خوان فرانسیسکو بر اثر آبله درگذشت، اما دون بالتاسار سالهای زندان خود را به پایان رساند و سپس به ال هاتیلو نقل مکان کرد. بالتاسار میراث سانتا روزالیا د پالرمو را به ال هاتیلو آورد و معتقد بود که او را از بیماری طاعونی که پدرش را در کادیز کشته‌است محافظت می‌کند.
بخشی از فرهنگ ال هاتیلو در اطراف سانتا روزالیا رشد کرده‌است. اعتقاد بر این است که او کسی است که از مردم مراقبت می‌کند و از ال هاتیلو در برابر هر بیماری همه گیر که می‌تواند منطقه را درگیر کند محافظت می‌کند. مشهودترین گنجاندن روزالیا توسط دون بالتاسار در فرهنگ ال هاتیلو حداقل دو بار اتفاق افتاد: اول در سال ۱۷۷۶، زمانی که کلیسای کوچک ال کالواریو ساخته شد و به قدیس تقدیم شد. و سپس در سال ۱۷۸۴، زمانی که یک کلیسای محلی بزرگتر به نام ایگلسیا سانتا روزالیا د پالرمو ساخته شد.

### جشن‌های منطقه‌ای
علاوه بر فعالیت‌های سراسری برای جشن کریسمس، سال نو، کارناوال و عید پاک، ال هاتیلو جشن‌های منحصر به فرد منطقه دارد. از زمان تأسیس ال هاتیلو در سال ۱۷۶۶، جشنواره یک هفته‌ای بزرگداشت سانتا روزالیا د پالرمو (به اسپانیایی: Fiestas Patronales en honor a Santa Rosalía de Palermo) در سپتامبر برگزار می‌شود که شامل رژه‌ها، توده‌های کاتولیک و بازی‌های سنتی است که با انتشار سنتی به پایان می‌رسد. بالن همراه با آتش بازی. در روز پنجشنبه مقدس، تصویری از مسیح مصلوب شده با گل تزئین می‌شود و در اطراف میدان بولیوار ال هاتیلو در صفوف عیسی مسیح رژه می‌رود. از سال ۱۹۳۸، کارناوال در ال هاتیلو با رقص، رژه و انتخاب ملکه کارناوال در پلازا بولیوار جشن گرفته می‌شود. یادبود تأسیس ال هاتیلو در ۱۲ ژوئن با فعالیت‌های سازماندهی شده از جمله بازی‌های سنتی، دسته جمعی و بالن برگزار می‌شود. از آغاز قرن بیستم، سنتی که دارای اهمیت مذهبی و کشاورزی است، هر ماه می جشن گرفته می‌شود. سومین یکشنبه ماه مه جشنواره داما آنتانونا است که در آن ساکنان با غذا و هدایایی معمولی به زنان ال هاتیلو ادای احترام می‌کنند.

### هنر

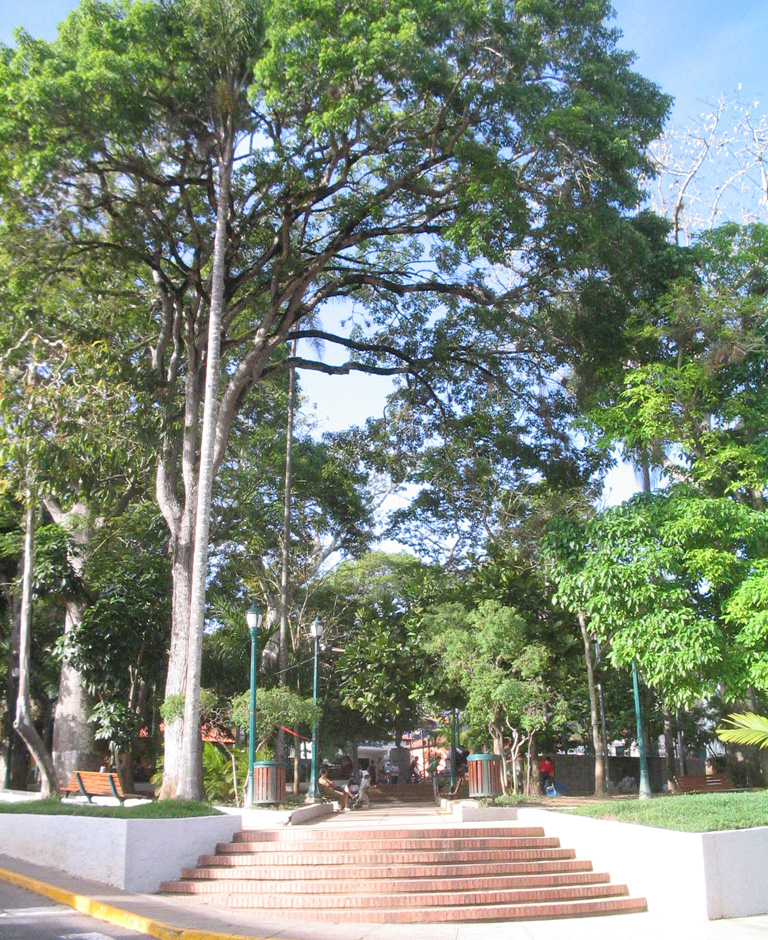
میدان بولیوار، قلب ال هاتیلو.

مرکز فرهنگی و اجتماعی ال هاتلیو، مرکز هنری ال هاتیلو و ال هاتلیو آتنیوم مراکز محلی فعالیت هنری هستند. در سال ۲۰۰۶، دیو ساموئلز جشنواره بین‌المللی موسیقی سالانه ال هاتیلو را در مرکز هنری ال هاتیلو افتتاح کرد. پس از ساموئل، سیمون دیاز، استیو اسمیت، سرناتا گوایانسا، مایک استرن و دیگر نوازندگان برجسته قرار گرفتند. از سال ۱۹۹۹، جشنواره جاز ال هاتیلو بازدیدکنندگانی را برای شنیدن هنرمندان جاز داخلی و خارجی به شهرداری جذب کرده‌است.
فرهنگ هنری ال هاتیلو با محصولات دست‌ساز غنی است. سفال سوغاتی رایج برای گردشگران است و صنعتگران زیادی به سرامیک و سفال در شهرداری مشغول هستند. گروه تورگوا یک مجموعه هنرمندان متشکل از تقریباً بیست سفالگر و آهنگر است که در سال ۱۹۹۲ توسط گیرمو کوئلار، یک سفالگر مشهور بین‌المللی تأسیس شد. این گروه در سال دو نمایشگاه دارد که از نمایشگاه سفال تا جواهرات، عکاسی، کار با چوب، طراحی و بافندگی گسترش یافته‌است.
در ماه مه ۲۰۰۵، دولت محلی با سفارت ژاپن برای سازماندهی هفته فرهنگی ژاپن همکاری کرد، نمایشگاهی که در مرکز هنر با بونسای، اوریگامی، کیمونو، هنرهای رزمی، انیمه و دیگر جلوه‌های فرهنگ ژاپن برگزار شد. در این رویداد کارگاه‌های آموزشی رایگان برای یادگیری این هنرهای ژاپنی برگزار شد. با ادامه ارتقای فرهنگی در شهرداری، سومین سالن عکاسی ال هاتیلو - مسابقه عکاسی برای کودکان، عکاسان آماتور و حرفه ای - در اکتبر ۲۰۰۵ سازماندهی شد.

### غذا

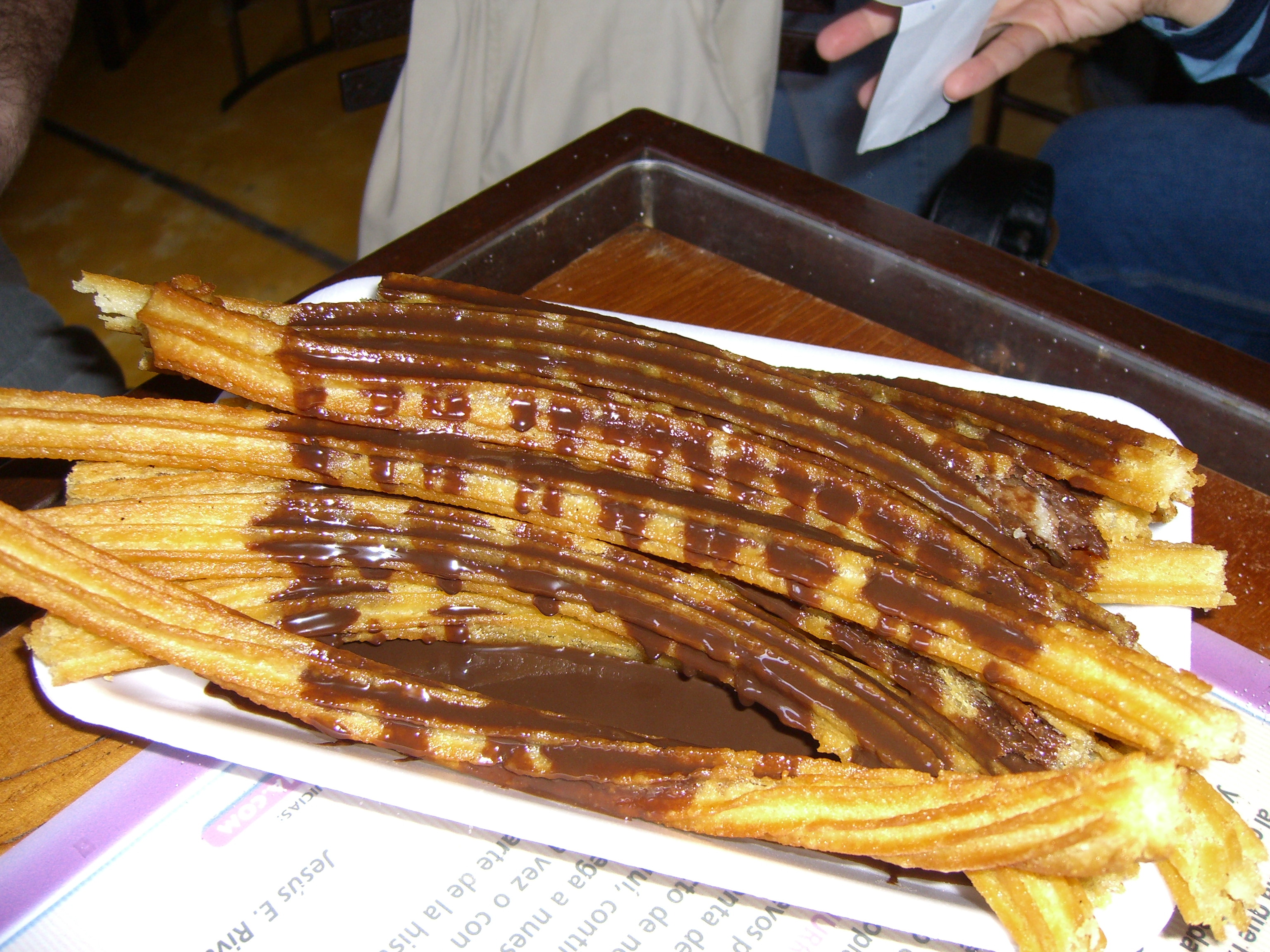
چورو با شکلات.

صنعت آشپزی در ال هاتیلو همراه با توسعه تجاری شهرداری رشد کرده‌است. مقاله‌ای در سپتامبر ۲۰۰۶ در استامپاس - یک مجله هفتگی ونزوئلا - هنرهای آشپزی ال هاتیلو را توصیف کرد و اشاره کرد که ال هاتیلو میز معمولی ونزوئلا و همچنین پیشرفت‌های جدید خوراک‌شناسی را ارائه می‌دهد. یورایما بلانکو، سرآشپز تلویزیونی، گالری هنر آشپزی را در ال هاتیلو افتتاح کرد، جایی که میهمانان می‌توانند از انواع غذاها لذت ببرند. همچنین رستوران‌ها و کافه‌های کاچاپای معمولی و همچنین رستوران‌های دیگری با ترکیبی از غذاهای خارجی و ملی وجود دارد. به گزارش استامپاس، یک رستوران محلی معروف به نام «مائوریسیو» غذاهای سوئیسی و فرانسوی را با غذای کارائیب ترکیب می‌کند. ال هاتیلو همچنین انواع مختلفی از شیرینی‌ها مانند چورو، شیرینی و بستنی را ارائه می‌دهد. رستوران‌های متنوع دیگری در ال هاتیلو وجود دارد که غذاهای متنوعی مانند غذاهای آلمانی و تایلندی را ارائه می‌دهند.

### ورزش‌ها
باشگاه کانتری لاگونیتا یکی از مهم‌ترین مراکز ورزشی شهرداری است. این باشگاه تنیس و شنا ارائه می‌دهد، اما بیشتر به خاطر زمین گلف خود، محل برگزاری جام جهانی WGC- 1974 شناخته شده‌است. این باشگاه که توسط دیک ویلسون طراحی شد، با دفتر مرکزی موقت در سال ۱۹۵۹ شروع به کار کرد و به‌طور رسمی در سال ۱۹۶۴ افتتاح شد. باشگاه کانتری لاگونیتا نقش مهمی در توسعه محله لا لاگونیتا ایفا کرد - یک پروژه شهری جاه طلبانه که به یکی از ثروتمندترین مناطق کاراکاس تبدیل شده‌است.
هیپاریون باشگاه دیگری است که در ال هاتیلو واقع شده‌است. طبق سرشماری میراث فرهنگی ونزوئلا، این مکان اسب سواری مربوط به دهه ۱۹۳۰ در ابتدا برای سفرهای اسب استفاده می‌شد، اما بعداً به محلی برای آموزش و مراقبت از اسب تبدیل شد. باشگاه هیپاریون در سطح بین‌المللی به دلیل تمرینات سوارکاری مشهور است.
ال ولکان، کوه کوچکی در حدود ۱۵۰۰ متر از سطح دریا، در بالاترین نقطه شهرداری واقع شده‌است. این کوه دارای یک مسیر سراشیبی است که حدود ۵۰۰ متر افت عمودی دارد، روزانه صدها سوار در هوای خشک و مرطوب بیشتر در روزهای آخر هفته از آن استفاده می‌کنند. این دوره برای عموم آزاد است و سواری نه به‌طور خاص مجاز است و نه توسط قانون ممنوع است. این مسیرها همچنین در تمام طول هفته توسط کوهنوردان استفاده می‌شود. شاتل‌ها حدود ۱۰ بولیوار ونزوئلا در هر سفر هستند، آنها از پارکینگ داروخانه فارماتودو در لا بویرا تا قله با استفاده از خیابان‌های عمومی و جاده‌های آسفالت شده حرکت می‌کنند و بسته به ترافیک منطقه از ۱۵ دقیقه تا ۳۰ دقیقه طول می‌کشد. این مسیر جدا از اینکه بیشتر برای اهداف تفریحی مورد استفاده قرار می‌گیرد، به دلیل عدم سازماندهی در جامعه سوارکاران برای مسابقات سراشیبی با برنامه‌ریزی نامنظم نیز مورد استفاده قرار گرفته‌است.

### گردشگری و تفریح
مرکز فعالیت در شهر ال هاتیلو، بولیوار پلازا (به اسپانیایی: Plaza Bolívar)، یک میدان باغ است که بلوک مرکزی شهر ال هاتیلو را در بر می‌گیرد. پلازا که در سال ۱۷۸۵ ساخته شد، در ابتدا پلازا مایور یا میدان دل مرکادو نام داشت. در سال ۱۹۱۱، مجسمه‌ای به افتخار مانوئل اسکالونا در میدان گذاشته شد که به افتخار او نامگذاری شد. در سال ۱۹۵۲ مجسمه سیمون بولیوار جایگزین مجسمه شد و میدان دوباره به نام قهرمان ونزوئلا تغییر نام داد. در مقابل میدان بولیوار، کلیسای سانتا روزالیا د پالرمو قرن هجدهم قرار دارد که در سال ۱۹۶۰ به عنوان یک بنای تاریخی ملی اعلام شد.

مجسمه سیمون بولیوار که در سال ۱۹۵۲ ساخته شد، جایگزین مجسمه مانوئل اسکالونا شد.

بین ال هاتیلو و لا لاگونیتا، میدان کوچکتر مانوئل اسکالونا (به اسپانیایی: پلازولتا مانوئل اسکالونا)، بنای تاریخی شهری دیگری است که مجسمه نیم تنه اسکالونا را که قبلاً میدان بولیوار را اشغال می‌کرد، به نمایش می‌گذارد. سوکره پلازا (به اسپانیایی: پلازا سوکره) – که از سال ۱۹۱۵ با درخت سیبا در مرکز آن مزین شده‌است – در بخش جنوبی شهر قرار دارد. این مکان از لحاظ تاریخی جایی بود که مردم هنگام بازدید از چهار گوشه، قاطرهای خود را می‌بستند، و همچنین به عنوان پلازا لا سیبا شناخته می‌شود. چهار گوشه (به اسپانیایی: لاس کواترو اسکویناس) یک مکان مناسب برای گردهمایی اجتماعی در ال هاتیلو بود که شامل یک فروشگاه عمومی، فروشگاه سخت‌افزار، محل قمار و بار بود.
لا لاگونیتا محل کلیسای ارتدکس رومانیایی سن کنستانتینو و سانتا النا است. این ساختمان یک اثر معماری از قرن شانزدهم است که از رومانی آورده شده‌است، به‌طور کامل از چوب بلوط و صنوبر ساخته شده و با بیش از ۴۰۰۰۰ کاشی به صورت جداگانه قرار داده شده و حکاکی شده است. این یکی از تنها ۱۵ کلیسا از نوع خود باقی مانده در جهان است، و یکی از تنها دو کلیسا در خارج از رومانی، دیگری در سوئیس است.
برای کودکان، هاسینداکاساگوانا در لا لاگیونیتا، اکسپانزو را در خود جای داده‌است، جایی که بازدیدکنندگان می‌توانند حیوانات عجیب و غریب را ببینند و لمس کنند. باغ وحش برای ارائه فرصت‌های شغلی منحصر به فرد شناخته شده‌است. کارگران از خانواده‌هایی هستند که منابع کمی دارند و کارکنان شامل بیماران روانی می‌شوند. باغ وحش کودک مکان دیگری برای تعامل کودکان با حیوانات است. بازدیدکنندگان می‌توانند به حیوانات غذا بدهند و لمس کنند، اسب سواری کنند و مکان را برای رویدادهای خاص اجاره کنند. تعامل بیشتر با طبیعت را می‌توان با بازدید از پارک مورو لا گوایریتا در ال کافتال - که معمولاً به عنوان غارهای هندی (به اسپانیایی: کوواس دل ایندیو) شناخته می‌شود - سیستمی متشکل از ۲۲ دهانه طبیعی در کوه و تنها مکانی در کاراکاس که در آن صخره وجود دارد، تجربه کرد. صعود مجاز است تورهای با راهنما در دسترس هستند و هنگام بالا رفتن از پارک می‌توانید از مناظر الاویلا لذت ببرید.

## حمل و نقل

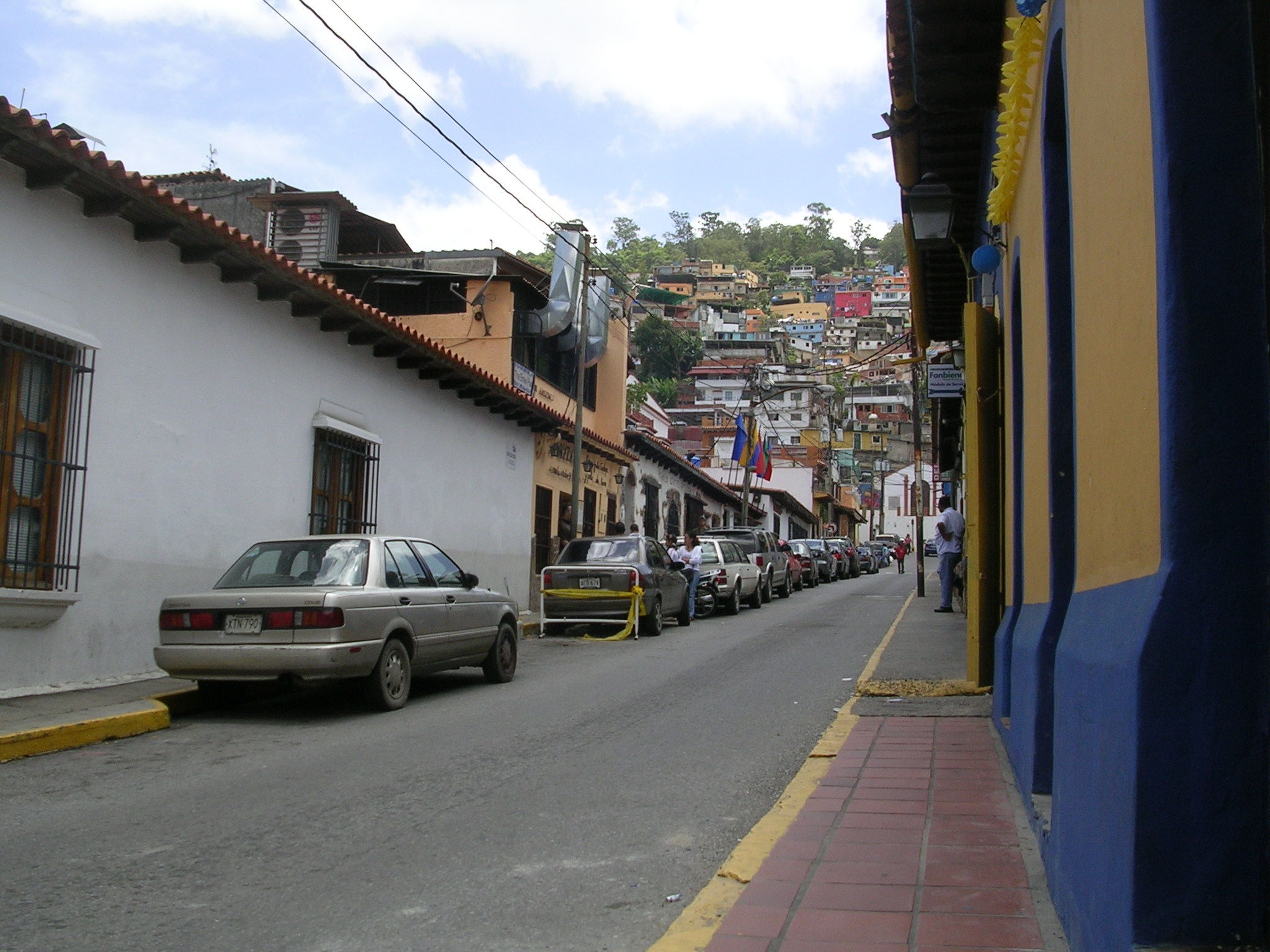
خیابانی سنتی با خانه‌های استعماری.

زمین کوهستانی و ویژگی‌های جغرافیایی ال هاتیلو، گسترش مترو کاراکاس را به جنوب شرقی کاراکاس دشوار کرده‌است، بنابراین روش‌های اصلی حمل و نقل در شهرداری، وسایل نقلیه شخصی و حمل و نقل عمومی جاده ای است. توسعه مترو - خط ۵ - پیشنهاد شده‌است، اما ساخت و ساز از سال ۲۰۰۷ آغاز نشده‌است. فاز ۲ خط ۴ هنوز در حال ساخت است. برنامه‌ریزی شهری در شهرداری سازماندهی نشده‌است. آرشیو اخبار نشان می‌دهد که حداقل از سال ۱۹۹۸، همسایگان از ترافیک متراکم ناشی از ساخت و سازهای مسکونی و تجاری جدید شکایت دارند، اما جاده‌های جایگزین جدید یا بهبود یافته برای رفع مشکلات ترافیکی تکمیل نشده‌است. یک کمربند جنوبی پیشنهادی ۲۵ سال پیش به دلیل هزینه بالای آن ساخته نشده‌است. با این حال، از ژانویه ۲۰۰۶، مسیر جدیدی که
لا لاگونیتا را به ماکاراکوی - محله ای در شمال شرقی کاراکاس - متصل می‌کند، در دست ساخت است و قرار است در سال ۲۰۱۰ تکمیل شود. به گفته شهردار کاتالان، ۲۳ درصد از ساکنان ال هاتیلو در نهایت از این راه ترانزیتی استفاده خواهند کرد. هزینه آن در اوایل سال ۲۰۰۶ معادل ۱۹۵۷۲۰۰۰ دلار آمریکا برآورد شد.
راه حل‌های محلی - مانند خط توسعه مترو پیشنهادی و جاده ای که لا لاگونیتا و ماکاراکوی را به هم متصل می‌کند - ممکن است تراکم ترافیک در اطراف ال هاتیلو را بهبود بخشد، اما مشکل ترافیک بر تمام کاراکاس تأثیر می‌گذارد. تخمین زده می‌شود که روزانه یک میلیون وسیله نقلیه از کاراکاس عبور می‌کنند که باعث فروپاشی شبکه حمل و نقل می‌شود. خودروها با سرعت متوسط ۱۵ حرکت می‌کنند کیلومتر در ساعت (9 mph) در خیابان‌ها و بزرگراه‌های کاراکاس. عوامل متعددی در ایجاد مشکل ترافیک در کاراکاس نقش دارند. طبق گفته انجمن مهندسان حمل و نقل ونزوئلا، یک شهر باید ۲۰ درصد از مساحت عمومی خود را به حمل و نقل اختصاص دهد. در کاراکاس کمتر از ۱۲ درصد اختصاص داده شده‌است. در سال ۲۰۰۴، پنجاه هزار وسیله نقلیه جدید در کاراکاس فروخته شد. در سال ۲۰۰۵ شصت هزار فروخته شد و تا نوامبر ۲۰۰۶ هفتاد هزار فروخته شد. طی پنج سال، ۲۵۰ هزار خودروی دیگر در کاراکاس در جاده‌ها در حال تردد هستند که متناسب با افزایش تعداد خودروها افزایش نیافته‌است. علاوه بر این، حمل و نقل عمومی به‌طور کامل قابل اعتماد نیست. یک سفر متوسط در شهر با استفاده از حمل و نقل عمومی حدود نود دقیقه طول می‌کشد.